# Diablo (videojuego)
Diablo es un videojuego de acción del género de acción RPG creado por Blizzard en el año 1996 y que ha destacado por ser uno de los más importantes exponentes de la acción en tercera persona y gráficos avanzados.
Básicamente debes elegir uno de los 3 personajes (Guerrero, Arpía y Hechicero), el cual tendrá que enfrentarse a búsquedas y desafíos, la experiencia ganada en sus aventuras lo vuelve más fuerte. Este juego permite que el jugador personalice su personaje con una enorme variedad de habilidades, armas, hechizos y armaduras.

## Historia
Esta historia existe desde el principio de los tiempos, donde los guerreros de la Luz y la Oscuridad desatan una guerra llamada El Gran Conflicto. En esta eterna batalla se decidirá cual de las dos utopías (el orden o el caos) llegará al Armagedón y se hará con el control de toda la creación. Las fuerzas de la Luz lideradas por ángeles y arcángeles se enfrentan a los ejércitos de la oscuridad encabezados por los tres demonios primarios llamados Diablo: Señor del Terror, Baal: Señor de la Destrucción y Mefisto: Señor del Odio.
Las leyendas cuentan que tras incontables siglos de batalla hizo su aparición el hombre, quien con su única cualidad de elegir entre el bien y el mal, podía poner fin a la guerra que desde ese momento fue rebautizada como La Guerra del Pecado. Pero a diferencia de los ángeles y demonios que vivían en el plano espiritual, el hombre habitaba en un plano físico. Las entidades del más allá se peleaban constantemente por obtener aliados humanos, llegando a veces a romper la tela que separaba el plano real del espiritual.
Esto inquietó a dos demonios secundarios llamados Belial y Azmodan que no estaban de acuerdo con la idea de que el ser humano fuera la clave para ganar la guerra. Los demonios desataron una gran rebelión en el infierno, que terminó con el exilio de los tres demonios primarios al mismísimo mundo mortal. Este hecho se conoce como The dark exile, en español El exilio oscuro.
Los demonios exiliados inyectaron en los hombres sus esencias de odio, terror y destrucción provocando muertes y guerras sin sentido que causaron gran dolor a la humanidad. Con el propósito de detener esa locura, un arcángel llamado Tyrael reunió a los más poderosos magos del mundo mortal para formar la orden de los Horadrim. Esta coalición tendría la misión de encerrar a los espíritus de los tres demonios en unos artefactos llamados Piedras del Alma, previamente creadas en la cima del monte Arreat, en la cámara de la Piedra del Mundo.
No fue fácil, ya que los demonios descubrieron que si se apoderaban de un cuerpo humano, aparte de hacerse más fuertes, eran inmunes a los poderes de las piedras. Los Horádrim se vieron obligados a asesinar a las personas poseídas por los demonios para encarar la verdadera esencia espiritual de los Tres. Poco a poco los magos fueron ganando la batalla, logrando encerrar a Mefisto en la piedra y guardandola en una torre de la ciudad de Kurast. El siguiente fue Baal, quien durante la pelea partió su piedra del alma. Como única salida el líder de los Horádrim, el mago Tal Rasha, ofreció su cuerpo para encerrar al demonio insertándose en su pecho los pedazos que quedaban de la piedra.
Dejaron a Tal Rasha enterrado en una bóveda secreta bajo el desierto de Lut Gholein y se fueron en busca de Diablo. Después de un duro combate lograron aprisionar a este último demonio y construyeron un gran templo subterráneo en una remota ciudad del oeste llamada Tristram. Ahí escondería la última piedra y juraron protegerla generación tras generación.
Pasaron alrededor de dos siglos y la orden de los Horádrim se disolvió por completo debido a orgullos y desacuerdos entre los magos que la formaban. El Rey Leoric nombró a Tristram como la capital de su reino, Khanduras, y sobre las ruinas del templo de los Horádrim se edificó una catedral para la religión de Zakarum. De alguna forma Diablo corrompió su piedra del alma y esta dejó fluir parte de su conciencia. El demonio se apoderó de la mente del Arzobispo Lázarus, quien intentó entregarle a su maestro el alma más fuerte de Tristram, la de Leoric, enloqueciendo este en su esfuerzo por resistir el control de Diablo. La más grande locura del Rey fue declararle la guerra al reino vecino de Westmarch, condenando así a la mayoría de los guerreros de Tristram.
Su demencia se volvió incontrolable cuando su hijo, el príncipe Albrecht, desapareció misteriosamente. Leoric comenzó una frenética cacería en busca del culpable. Ordenó ejecuciones y castigos a varios de sus súbditos, causando mucho dolor a la gente de Tristram. Ante la incontrolable situación, los caballeros reales liderados por Lachdanan, su más fiel guerrero, organizaron una revolución que terminó con la muerte del rey Leoric, quien con su último aliento invocó una maldición que condenó a todos sus caballeros a servir a la oscuridad por toda la eternidad.
Pero el príncipe Albrecht seguía desaparecido y Tristram ya no contaba con sus caballeros para buscarlo. Lázarus se aprovechó de la situación y organizó a la gente del pueblo para ir en busca del príncipe quien según este se hallaba atrapado en el laberinto subterráneo. Los campesinos se aventuraron en el laberinto, pero estos no pudieron hacer frente a las horribles criaturas que había ahora en su interior. Todo terminó con una masacre dejando a Tristram con pocos habitantes, entre ellos Adria la bruja (quien llega tras estos acontecimientos y cuya razón de su estadía se revela en diablo 3); Wirt, un muchacho cojo; Pepin, el curandero; Griswold, el herrero; Deckard Caín, el último de los Horadrim; Ogden, el dueño de la taberna; Gillian y Farnharm, el borracho.
La gente de Tristram nunca se imaginó que todo había sido una trampa. El arzobispo Lázarus era el raptor del príncipe Albrecht. Diablo convenció al arzobispo para conseguir a alguien a quien poseer y tener un cuerpo físico. Lázarus raptó al príncipe Albretch y se lo entregó. La piedra del alma fue incrustada en la frente de Albrecht y su cuerpo se transformó monstruosamente, poseído por Diablo.
Desesperado, el pueblo de Tristram lanzó una llamada de auxilio al mundo. A esta llamada respondieron las Arpías de la orden del Ojo Ciego, los Hechiceros de la orden de los Vizjerei y por supuesto los Guerreros de Khanduras que quedaban de la guerra de Westmarch.

## El juego
En 1996 salió a la venta Diablo, pasando rápidamente a convertirse en un juego con miles de aficionados alrededor del mundo. La gran calidad de sus cinemáticas, su terrorífica música y profundas voces, lo hacían realmente tenebroso. Sin duda Blizzard North había logrado crear el ambiente perfecto para desarrollar su historia.

### Sistema de juego
El juego cuenta con modalidad para un jugador y multijugador. Ambos dan la opción de elegir entre tres tipos de personajes: Arpía, Hechicero o Guerrero. A lo largo de varias búsquedas que te encomiendan los habitantes de Tristram, debes abrirte paso en el laberinto con el fin de subir de nivel, aumentar el poder de tus hechizos y encontrar mejores equipamientos que te permitan enfrentarte a Diablo.
En el modo multijugador Blizzard ofrece sus servidores de Battle.net para compartir el juego con hasta cuatro jugadores. Los personajes deben superar los tres niveles de dificultad existentes: Normal, Pesadilla e Infierno.

## Modo multijugador
Diablo permite el uso de conexiones TCP/IP y LAN para poder jugar en modo multijugador, pero donde realmente destaca en este apartado es en su conexión con el servidor de Blizzard: Battle.net.
El modo multijugador permite hasta a 4 jugadores realizar una partida cooperativa descendiendo por los 16 niveles del monasterio de Tristram y enfrentarse a Diablo. Sin embargo, existen una serie de diferencias respecto al modo de un jugador:
- Niveles de dificultad: El modo multijugador permite seleccionar la dificultad del juego, que puede ser Normal, Nightmare (Pesadilla) o Hell (Infierno). Los niveles de Pesadilla e Infierno contienen dificultades mayores para los jugadores, tales como que los enemigos tienen más puntos de vida, mayores valores de ataque o de defensa; sin embargo, para igualar estos cambios, los objetos mágicos recibidos son mejores en estos niveles. Es por ello que se recomienda haber finalizado el nivel de dificultad anterior para poder jugar a uno superior. De esta manera, se puede alcanzar el nivel de personaje máximo del juego, 50, superando mayores dificultades y obteniendo mejores objetos. Como punto negativo, el modo de un jugador no incluye esta selección, por lo que impide la rejugabilidad al finalizar el juego, ya que los enemigos no aumentan de nivel para acomodarse al nuestro, convirtiéndose en un simple paseo.

- Búsquedas: A diferencia del modo de un jugador, muy pocas misiones se encuentran disponibles en el modo multijugador. De las 16 posibles búsquedas que existen en el modo de un jugador, solo 4 están accesibles en el modo multijugador: "The Butcher" (El Carnicero), "The Curse of King Leoric" (La Maldición del Rey Leoric), "Arch-Bishop Lazarus" (Arzobispo Lazarus) y "Diablo". Además, alguna de estas misiones presenta algunas diferencias respecto a su versión de un jugador. Por ejemplo, mientras que en el modo de un jugador la búsqueda de "La Maldición del Rey Leoric" nos recompensa con un objeto único, su versión en multijugador solo nos aporta un objeto mágico aleatorio; además, el Skeleton King (Rey Esqueleto) se encuentra vagando por las mazmorras del 3 nivel en el modo multijugador, mientras que en el modo de un jugador se encuentra en una zona propia a la que puede accederse desde el nivel 3 del monasterio.

- Conjuros: El modo multijugador permite disponer de dos conjuros no presentes en el modo de un jugador: Heal Other (Curar a Otro) y Resurrect (Resucitar). Ambos conjuros requieren de un segundo jugador para que funcionen, por lo que en modo de un jugador se vuelven inútiles en caso de ser encontrados. Por lo demás, en este apartado no presentan más diferencias.

Battle.net sería utilizado más tarde por Blizzard como servidor para sus próximos juegos, pero, al ser esta una primera versión, presenta para Diablo algunos fallos que más tarde serían subsanados para sus próximos juegos.

## Distribuciones
A lo largo de su historia, Diablo fue publicado en distintas plataformas. Originalmente publicado para Windows 95, más tarde sería llevado a otras plataformas.
- Spawn: Esta es la versión demo del juego. Incluida en el disco de juego original, solo puede utilizarse al Guerrero en el modo de un jugador. Además, solo pueden visitarse dos niveles del monasterio antes de finalizar la demo. Sin embargo, muestra un soporte total en el modo multijugador, permitiendo jugar los 16 niveles del monasterio en el modo multijugador, aunque solo con el Guerrero y junto con otros jugadores que posean la versión Spawn. Esta versión está diseñada para permitir jugar en multijugador sin utilizar el CD, ya que esta versión no requiere el CD original para jugar.

- Mac OS: Publicada un año más tarde, en 1998, no presenta diferencias respecto a la versión de Windows.

- PlayStation:[8] Publicada también un año más tarde, de la mano de Electronic Arts, esta versión no incluye el modo multijugador, aunque sí su propia versión cooperativa para dos jugadores. Además, a diferencia de las versiones para PC y Mac, se podía conocer la historia sin necesidad de encontrar los libros durante el juego, seleccionando la opción correspondiente en el menú principal. Sin embargo, el principal defecto de esta versión es el espacio requerido para guardar las partidas. Esta versión requiere 10 bloques de memoria libres en una tarjeta de memoria para poder guardar una partida, cuando un modelo estándar de tarjeta para el año de publicación contenía un máximo de 15 bloques.